# Sonora (Kentucky)
Sonora es una ciudad ubicada en el condado de Hardin en el estado estadounidense de Kentucky. En el Censo de 2010 tenía una población de 513 habitantes y una densidad poblacional de 172,99 personas por km².

## Geografía
Sonora se encuentra ubicada en las coordenadas 37°31′48″N 85°53′47″O / 37.53000, -85.89639. Según la Oficina del Censo de los Estados Unidos, Sonora tiene una superficie total de 2.97 km², de la cual 2.94 km² corresponden a tierra firme y (0.96%) 0.03 km² es agua.

## Demografía
Según el censo de 2010, había 513 personas residiendo en Sonora. La densidad de población era de 172,99 hab./km². De los 513 habitantes, Sonora estaba compuesto por el 96.1% blancos, el 1.75% eran afroamericanos, el 0.58% eran amerindios, el 0.19% eran asiáticos, el 0% eran isleños del Pacífico, el 0.19% eran de otras razas y el 1.17% pertenecían a dos o más razas. Del total de la población el 2.14% eran hispanos o latinos de cualquier raza.